# La Eterna Primavera
La Eterna Primavera (o Céfiro y la tierra o Juventud o Ideal) es una escultura del artista francés Auguste Rodin, creada a la par del proyecto La puerta del Infierno, uno de sus escasos originales que seguramente fue producido directamente por Rodin pertenece a la colección del Museo Calouste Gulbenkian, em Lisboa. La obra fue concebida originalmente para formar parte de este conjunto como una de las representaciones de Paolo Malatesta y Francesca da Polenta, aunque nunca llegó a incluirse debido a que el sentimiento de felicidad que expresan los amantes no parecía apropiado para la temática.
El torso de la mujer fue tomado de la postura arqueada del Torso de Adele que sí aparece en la esquina superior izquierda del tímpano de La Puerta. La composición de la silueta femenina se realizó a partir de la modelo de origen italiano Adele Abruzzesi. 
La creación de esta pieza coincide con la relación que el escultor sostuvo con Camille Claudel de quien, según algunas investigaciones, es posible reconocer su rastro en la mujer de esta obra como en algunas otras de sus figuras femeninas más destacadas en la mitad de la década de 1880.
Contrario a El Beso, en La Eterna Primavera es el hombre quien domina la composición sosteniendo el cuerpo arqueado de su amante que se une al suyo en un apasionado beso. La obra fue tan exitosa que se reprodujo varias veces en bronce y mármol, de hecho una versión en mármol rompió un récord al ser subastada por $20 millones de dólares. Rodin hizo una versión en mármol en donde plasmó un tronco para que descansara el brazo del hombre, mientras que su pie derecho yace sobre una roca, esta versión la posee Museo Soumaya.

## Galería de imágenes

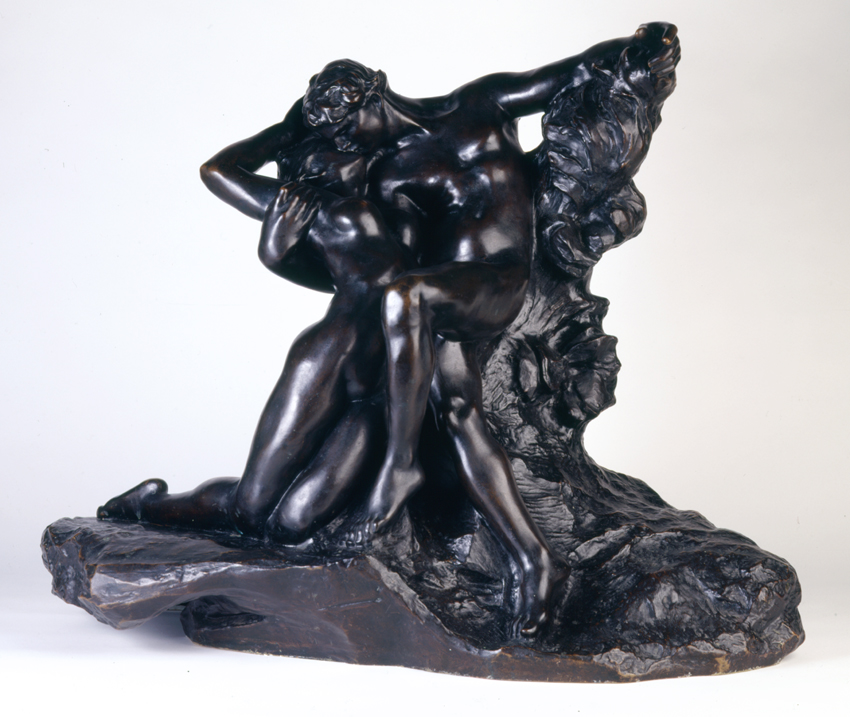
Vaciado en bronce Museo Soumaya, Ciudad de México
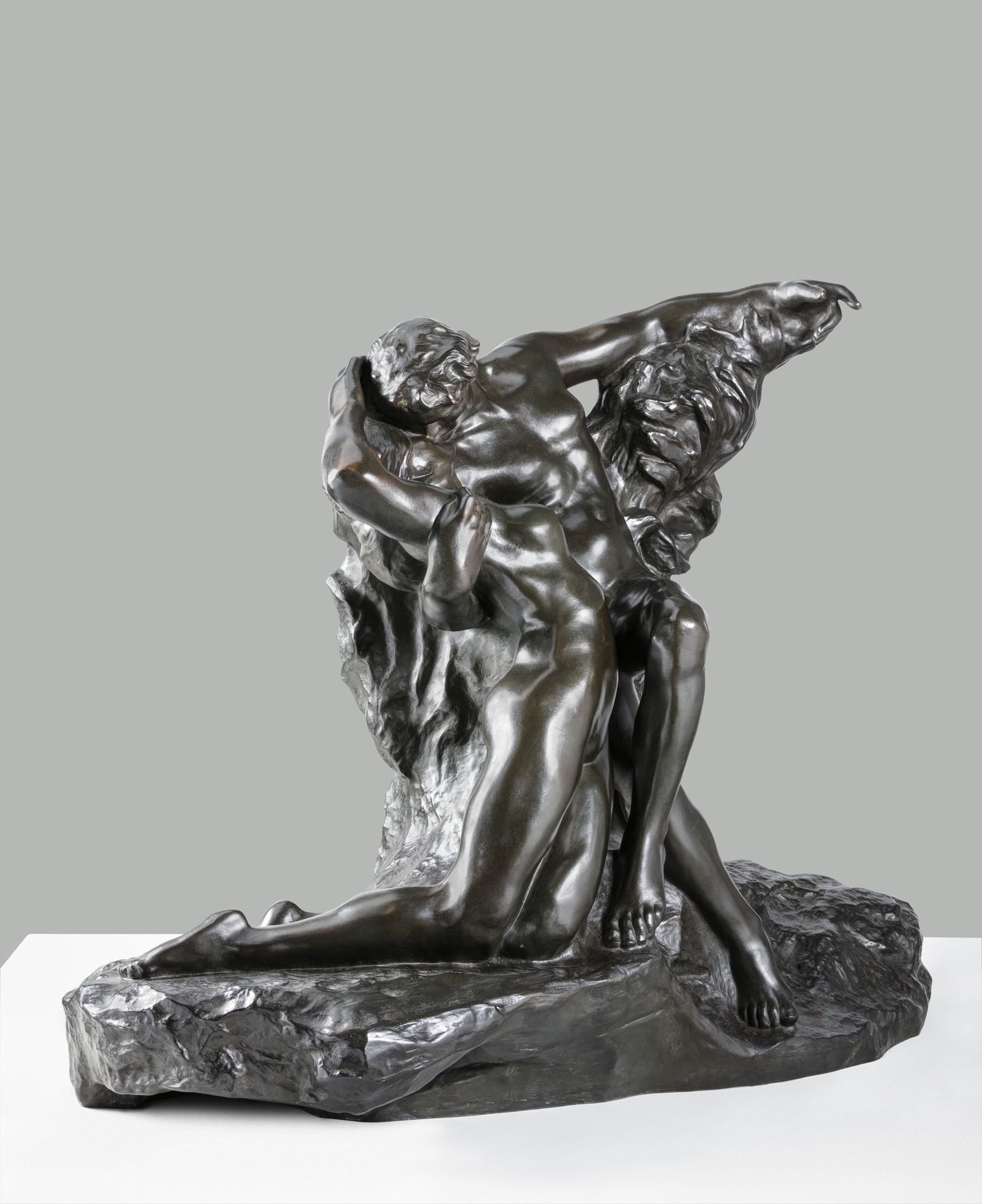
Vista de 3/4 Museo Soumaya, Ciudad de México
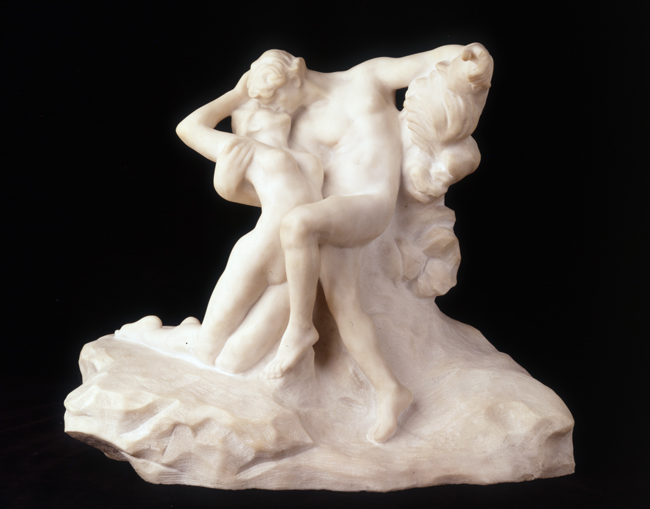
Versión en mármol